# Thebanske sagnkreds
Den thebanske sagnkreds er en af de mest omfangsrige og komplekse af de græske sagnkredse. Den er tillige en af de blodigste og mest tragiske. Som navnet antyder, er omdrejningspunktet oldtidsbyen Theben, der ligger i midt i det græske kerneområde i landskabet Bøotien.

## Sagn

### Oprindelsen
Hele sagnkredsen har sin oprindelse i sagnet om Europa. Thebens grundlægger var fønikeren Kadmos, søn af Agenor og bror til Europa. Ligesom sine brødre blev han sendt ud for at finde sin forsvundne søster og endte så i Grækenland hvor han af oraklet i Delfi blev beordret til at grundlægge en by. Med Harmonia fik han sønnen Polydoros og de fire døtre Ino, Semele, Agave og Autonoe

### Kadmos' børn
Autonoe fik med Ariastios Aktaion, der blev ædt af sine egne jagthunde. Ino blev gift med Athamas og blev plejemor for sin uheldige søster Semeles guddommelige afkom Dionysos. Agave, der var mænade, fik Pentheus med Spartoien Echion (en af byens oprindelige heroer). Pentheus blev, efter Polydoros, konge af Theben. Han blev dræbt af sin egen moders præstinder, da han ikke ville anerkende sin fætter Dionysos som guddom. Polydoros fik med Nykteis sønnen Labdakos. Da Labdakos endnu var for ung overtog Nykteos kongemagten og overgav den til sin bror Lykos. Da Labdakos blev gammel, nok overtog han kongemagten, men blev ligesom sin onkel dræbt af rasende mænader. Lykos overtog nu igen kongemagten med sin dronning, Dirke. De blev begge dræbt af Amfion og Zethos, sønner af Nykteos' datter Antiope.

### Labdakos' æt
Dette banede vejen for Labdakos søn Laios. Laios havde i mellemtiden været i landflygtighed hos kong Pelops og havde her krænket gæstevenskabet ved at bortføre kongens søn. Denne brøde skulle vise sig at være skæbnesvanger, ikke bare for Laios selv, men for hele hans slægt. Den er samtidig oprindelsen til den mest berømte og mest tragiske af historierne i den thebanske sagnkreds. Historien om Ødipus.
Ødipus voksede op uden at kende sine forældre. Laios var nemlig blevet spået, at hans søn ville dræbe ham, og da han fik en søn, satte han ham ud i ødemarken for at dø. Ødipus overlevede dog og endte med uvidende at dræbe sin egen far og ægte sin mor Iokaste. Med hende fik han sønnerne Polyneikes og Eteokles og døtrene Antigone og Ismene. Da hele miseren kom for en dag, prikkede Ødipus sine øjne ud og forlod Theben for stedse, overladende kongemagten til deling mellem sine to sønner.
Polyneikes og Eteokles kom dog op at toppes, og det endte med, at Polyneikes blev fordrevet. Han drog derefter til kongen af Argos, Adrastos, og ægtede dennes datter. I Argos rejste han en hær med syv helte. Alle med undtagelse af Adrastos faldt foran Thebens mure, og de to brødre dræbte hinanden.
Da der nu ingen konge var i Theben, overtog Iokastes bror Kreon styret i byen. Med misforstået fasthed insisterede han på at nægte forræderen Polyneikes en rigtig begravelse. Antigone, der som sin søster havde fulgt faderen Ødipus på hans jammerfulde vandring, begravede alligevel broderen og blev derfor straffet af sin morbror med døden. Kreons principfasthed førte dog kun død med sig, da Antigone jo havde overholdt de guddommelige love og sat dem over Kreons påbud. Kreon straffedes af guderne, da sønnen Haimon begår selvmord (han skulle have været gift med Antigone), og ligeledes da hans hustru af sorg over sønnen også tager sit eget liv.

### Efterspil
Ti år efter de syv heltes angreb på Theben samles deres sønner for at gøre endnu et forsøg. De såkaldte epigoner. De dræber den sidste af Labdakos æt, Eteokles søn Laodamas og fordriver Thebens befolkning. Således ender Labdakidernes (Labdakos' slægts) historie.

### Teiresias
I alle sagnene spiller seeren Teiresias en stor rolle. Han advarer både Ødipus og dennes børn mod ulykkerne, men uden at blive hørt.